# Aspitha agenoria
Aspitha agenoria är en fjärilsart som beskrevs av William Chapman Hewitson 1876. Aspitha agenoria ingår i släktet Aspitha och familjen tjockhuvuden. Inga underarter finns listade i Catalogue of Life.